# Tomčany
Tomčany jsou malá městská část města Martin, nacházející se v jeho východní části. V minulosti byly Tomčany samostatnou osadou a později obcí. Součástí města Martin jsou od roku 1949.
Tomčany protéká Sklabinský potok (nazývaný i Jordán) a v jejich katastrálním území se nachází sportovní letiště Martin. 

## Dějiny
Na území dnešních Tomčan zasahoval katastr dnes již zaniklé vesnice Jordán, z níž v roce 1249 vyčlenil král Béla IV. část půdy jako dar potomkům vojáků za jejich služby. Jedním z obdarovaných byl i Tomáš, od kterého se následně odvozovalo i pojmenování tohoto území. Poprvé se označení Tomčan v podobě "Thomkaháza" objevuje koncem první poloviny 15. století, první počeštění název "Thomchyn" je doložen v roce 1521 jako příjmení občana Juraje Tomka.
V soupisu turčianské šlechty z roku 1709 se uvádí, že v osadě Tomčány se nachází jedna zemanská kurie. V roce 1785 měli Tomčany 18 domů a žilo zde 21 rodin. Postupně však obec upadala a v roce 1910 zde žilo pouze 86 obyvatel.
V letech 1949 - 1955 bylo v souladu s plánem vytvoření tzv. "Velkého Martina" k městu Turčiansky svatý Martin připojeno několik sousedních obcí včetně Tomčan.
V současnosti jsou Tomčany součástí největší městské části města Martin s názvem "Ľadoveň-Jahodníky-Tomčány".